# Skuteč
Skuteč är en stad i Tjeckien.   Den ligger i distriktet Okres Chrudim och regionen Pardubice, i den centrala delen av landet, 120 km öster om huvudstaden Prag. Skuteč ligger 412 meter över havet och antalet invånare är 5 415.
Terrängen runt Skuteč är platt åt nordost, men åt sydväst är den kuperad. Terrängen runt Skuteč sluttar norrut. Runt Skuteč är det ganska tätbefolkat, med 60 invånare per kvadratkilometer. Närmaste större samhälle är Chrudim, 18,7 km nordväst om Skuteč. Omgivningarna runt Skuteč är en mosaik av jordbruksmark och naturlig växtlighet.